# Мізида аномальна
Мізида аномальна (Hemimysis anomala) — дрібний вид ракоподібних родини мізидових.

## Розповсюдження
Ендемік Азово-Чорноморського та Каспійського басейнів. Зустрічається у Азовському, Чорному морях, на східному узбережжі Каспійського моря, у пониззях Дніпра і Дністра. Акліматизована у Дніпровському, Сімферопольському і Чорнорічинському водосховищах. Вид акліматизовано в Дубоссарському (Молдова) та Каунаському (Литва) водосховищах. Знайдена у Балтійському морі у 1992 році та у Великій Британії у 2004. У 2006 році була знайдена на Великих озерах у Північній Америці, в які потрапила ймовірно з баластом кораблів.

## Будова
Невеликі ракоподібні розмірами від 6 до 13 мм, самиці трохи більші за самців. Грудні кінцівки мають примітивну будову, черевні частково редуковані, хвостові добре розвинені. Тіло напівпрозоре, кольору слонової кістки з червоними плямами пігменту на карапаксі та тельсоні. Важливою таксономічною ознакою є форма тельсону (кінцевий членик черевця вищих раків).

## Спосіб життя

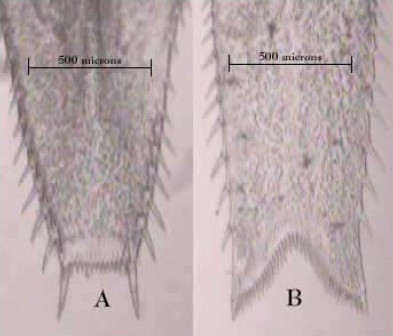
Тельсон H. anomala (А) та M. relicta (В).

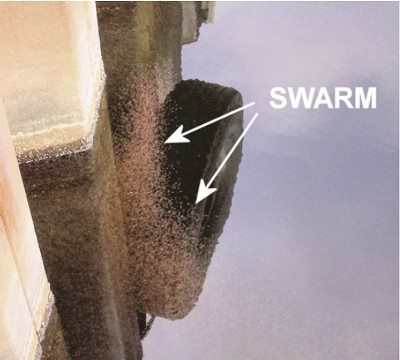
Зграя Hemimysis anomala біля пірсу

Тривалість життя близько 9 місяців. Віддають перевагу солонуватій воді, але можуть зустрічатись у прісній воді (евригалінна форма, водиться у воді з солоністю від 0,5 до 18‰). Оптимальна температура води 9 — 20 °C, взимку може витримувати температури близько 0 °C, але при цьому значна частина популяції гине. Придонні організми, живуть у водоймах з кам'янистим або піщаним ґрунтом, але іноді можуть зустрічатися на глинистому дні, тримаються як правило на ділянках з підводною рослинністю. Живуть на глибинах від 0,5 до 50 м, зазвичай на глибині 6 — 10 м. Нічні тварини, вдень ховаються в природних укриттях на дні або тримаються в тіні підводних предметів. В сутінках збираються в зграї в поверхневих шарах води. Молодь завжди тримається окремо від дорослих особин, зазвичай ближче до поверхні, можливо уникаючи канібалізму. Тварини досить швидко плавають, долаючи за секунду кілька сантиметрів.
Всеїдна тварина. Живиться переважно зоопланктоном, також може споживати фітопланктон та детрит. Іноді спостерігається канібалізм. Молоді особини споживають переважно фітопланктон, кількість зоопланктону у раціоні збільшується пропорційно розмірам.

## Розмноження
Період розмноження триває з квітня до жовтня. За рік самиця може відкладати яйця 2 — 4 рази. Кількість яєць коливається від 6 до 66, самиця виношує запліднені яйця. Розвиток прямий (без перетворення), проходить у виводковій сумці матері. Молодь перетворюється на дорослих особин приблизно на 45 добу.

## Значення
Мізида аномальна занесена до Червоної книги України. Чисельність в Україні зменшується внаслідок забруднення річок. В США вважається шкідливою твариною, оскільки конкурує з молоддю риб за кормову базу.